# Paris Nogari

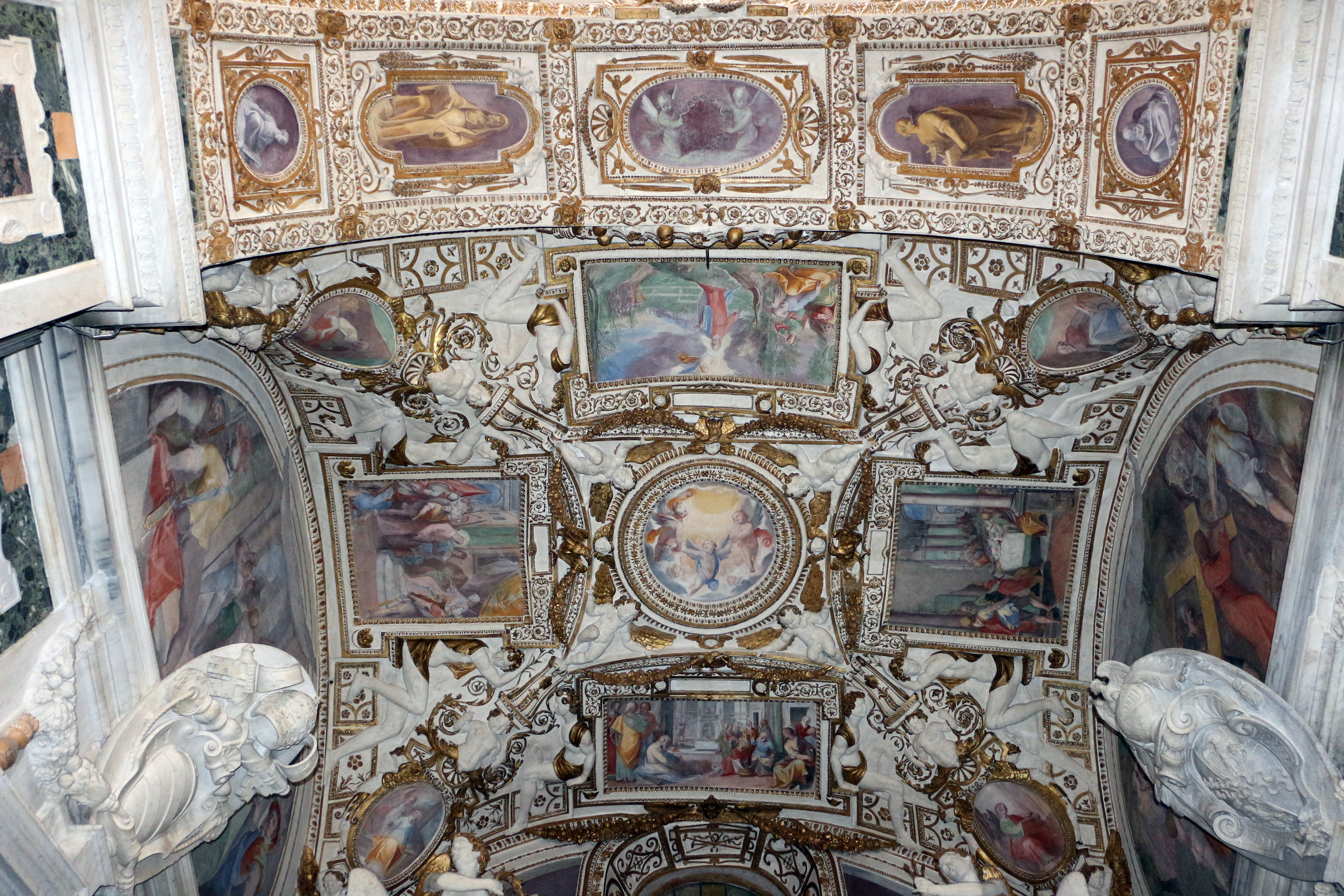
Affreschi in Trinità dei Monti, Roma

Paris Nogari, detto Paris Romano (Roma?, 1536 – 1601), è stato un pittore italiano.

## Biografia
Paris Nogari, pittore di "cultura padano-veneta" del periodo rinascimentale fu attivo principalmente a Roma. Allievo di Cesare Nebbia, Paris Nogari dipinse nella Biblioteca Vaticana alla maniera di Raffaellino da Reggio, la Crocifissione a Santo Spirito in Sassia, e fu tra i pittori che affrescarono la chiesa di Chiesa di Santa Susanna alle Terme di Diocleziano di Roma.

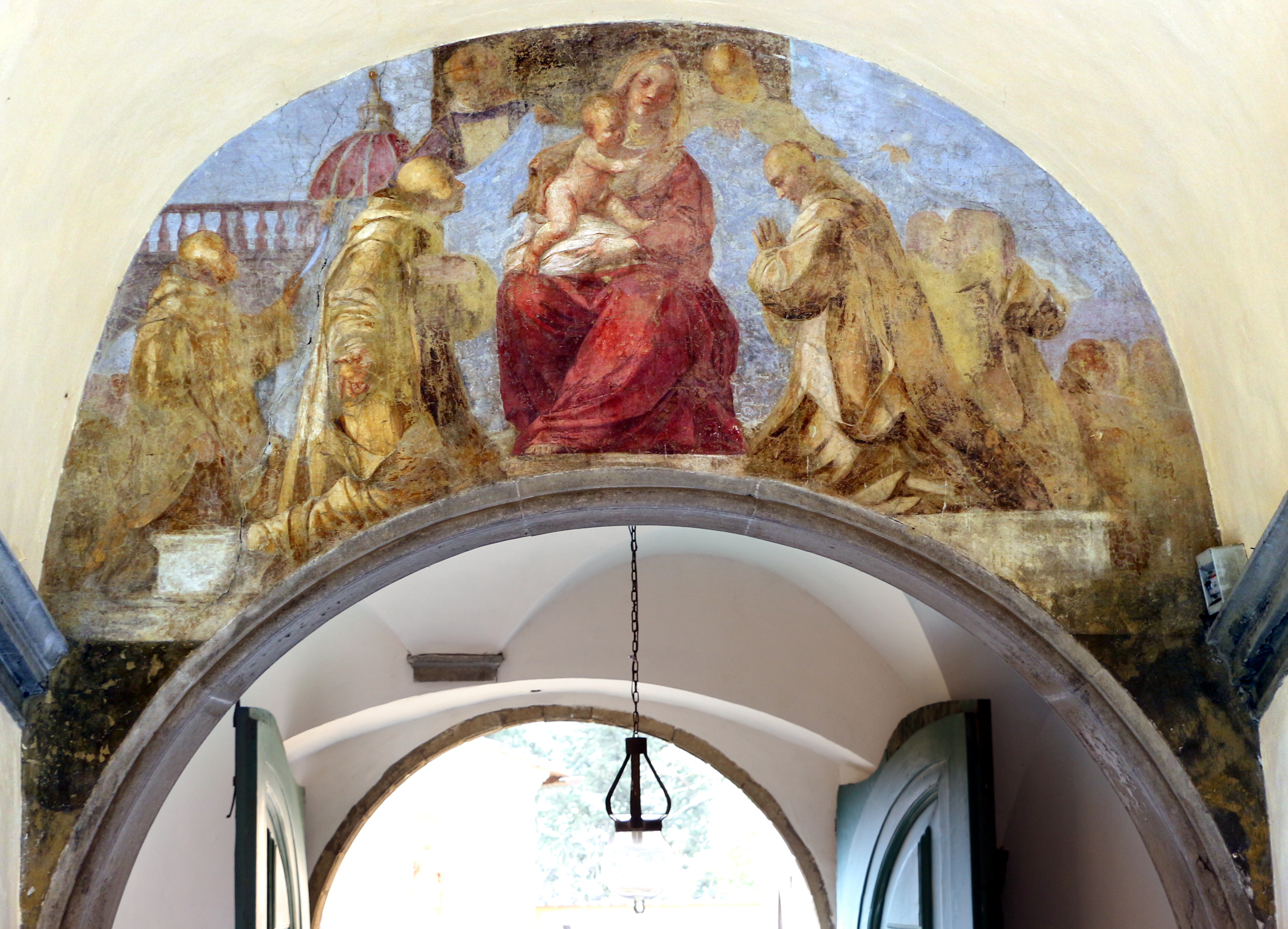
Paris Nogari, "La Vergine che protegge i certosini sotto il suo manto"

Nella Certosa di Firenze del Galluzzo si conserva un suo affresco con "La Vergine che protegge i Certosini sotto il suo manto" posto sopra l'arco d'ingresso appena salita la scalinata che conduce al Palazzo degli studi voluto da Niccolò Acciaiuoli e alla pinacoteca.